# فرودگاه متروپولیتن شهرستان وین دیترویت

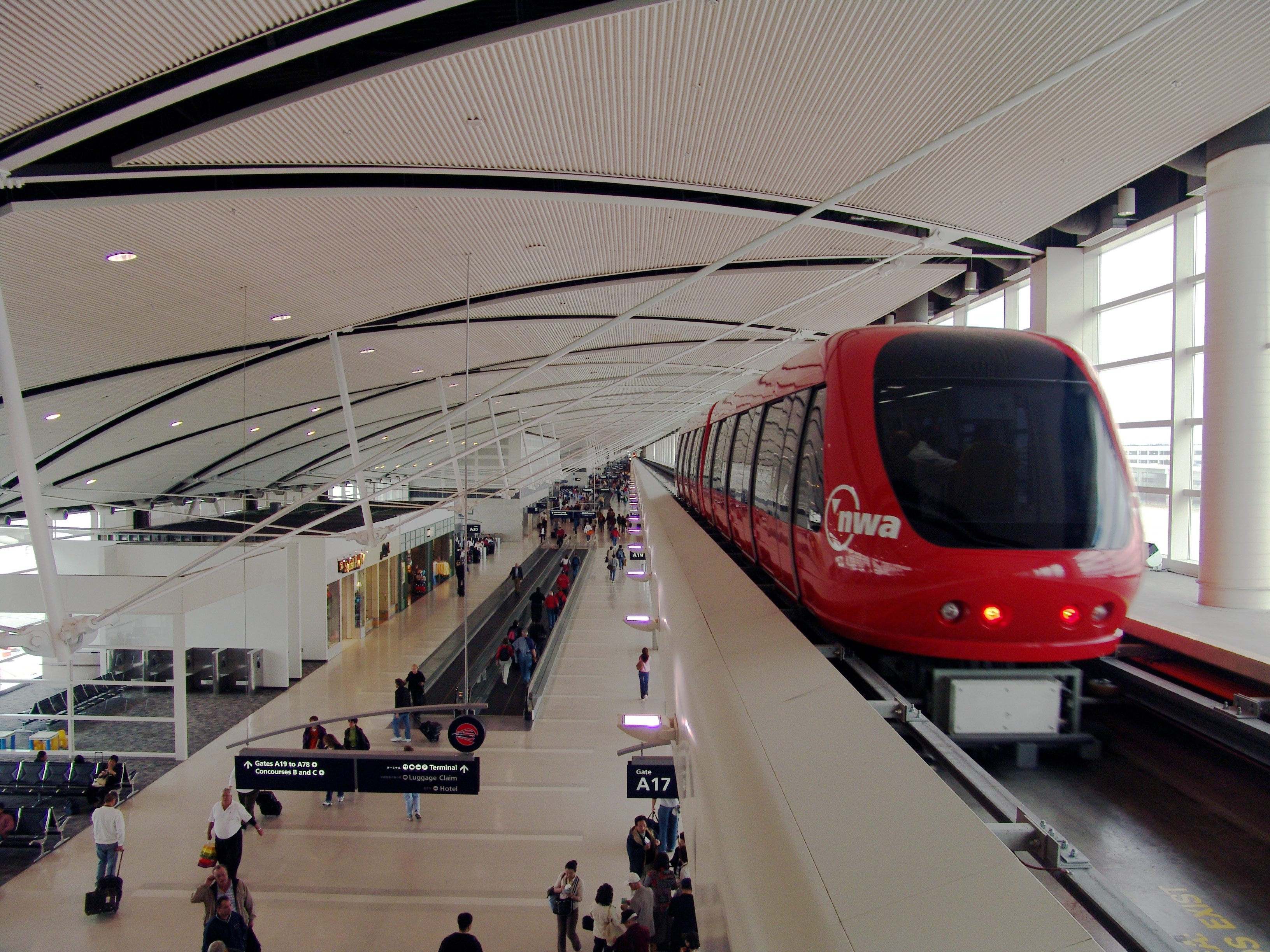
نمایی از قطار میان پایانه‌ای فرودگاه دیترویت

فرودگاه متروپولیتن وین کانتی دیترویت (به انگلیسی: Detroit Metropolitan Wayne County Airport) فرودگاهی بین‌المللی است که در شهر دیترویت در ایالت میشیگان واقع شده و از پر رفت‌وآمدترین فرودگاه‌های در جهان می‌باشد.